# Sint-Petruskerk (Etten-Leur)
Sint-Petruskerk is een neogotische kruisbasiliek met twee kerktorens met acht-zijdige spitsen uit 1889 in Leur in Etten-Leur naar een ontwerp van P.J. van Genk.
De kerk werd in 1889 ingewijd. De kerk heeft een driebeukig schip. Het koor heeft een vijfzijdige sluiting, twee zijkapellen en een sacristie.
Achter de kerk bevindt zich een begraafplaats.